# Saladin Said
Salah El Din Ahmed Said (* 29. Oktober 1988 in Asosa) ist ein äthiopischer ehemaliger Fußballspieler.

## Karriere

### Verein
Said begann seine Karriere in der Jugend vom äthiopischen Verein Muger Cement, bis er 2007 in die Profimannschaft von Saint-George SA wechselte. Schon in seiner ersten Saison 2007/08 wurde er mit 21 Toren in 17 Spielen Torschützenkönig. In der Saison 2008/09 wurde er zum besten Spieler der Liga gewählt.
Im Jahr 2010 absolvierte er ein Probetraining beim serbischen Verein FK Partizan Belgrad, am Ende kam jedoch keine Verpflichtung zustande. Anschließend trainierte er beim Ligakonkurrenten FK Vojvodina Novi Sad, doch auch Vojvodina verpflichtete Said nicht. Beim Kagame Interclub Cup 2011 erzielte er gegen den dschibutischen Verein AS Port fünf Tore beim 7:0-Sieg.
Am 9. Oktober wechselte er zum ägyptischen Verein Wadi Degla FC, welcher 2,04 Millionen Birr (ca. 240.000 US-Dollar) für Said bezahlte. Dies war die höchste Summe, die jemals für einen äthiopischen Fußballspieler bezahlt wurde. Sein Ligadebüt bestritt er allerdings erst am 15. Januar 2012 gegen Tala’ea El-Gaish SC. Am 27. Januar 2013 verkündete Lierse SK die Verpflichtung von Saladin Said. Lierse wird auch von der ägyptischen WadiDegla Holding Company geleitet. In seinem fünften Ligaspiel für Lierse am 4. Mai gelang ihm im Spiel gegen KV Kortrijk der erste Treffer für seinen neuen Arbeitgeber.
Es folgten weitere Stationen bei al Ahly Kairo und dem MC Oran. Seit 2016 steht er wieder in seiner Heimat bei Saint-George SA unter Vertrag.

### Nationalmannschaft
Sein A-Länderspieldebüt absolvierte Said am 1. Juni 2007 gegen die DR Kongo, wo er mit dem entscheidenden 1:0-Treffer auch gleich sein erstes Länderspieltor erzielte. Am 5. Juni 2011 traf er beim Qualifikationsspiel für die Fußball-Afrikameisterschaft 2012 gegen Nigeria (2:2) ebenso doppelt wie beim Qualifikationsspiel für die Fußball-Weltmeisterschaft 2014 gegen Zentralafrika.

## Titel und Erfolge
Saint-George SA
- Torschützenkönig: 2007/08 (21 Tore)
- Äthiopischer Meister: 2008, 2009, 2010, 2016, 2017
- Äthiopischer Pokalsieger: 2011, 2016
- Äthiopischer Superpokalsieger: 2008, 2009, 2010, 2016, 2017

MC Alger
- Algerischer Pokalsieger: 2015